# Belizariusz (powieść Roberta Gravesa)
Belizariusz (ang. Count Belisarius) –  powieść angielskiego pisarza Roberta Gravesa, wydana w 1938 roku.
Książka przedstawia losy Belizariusza, bizantyńskiego wodza z VI wieku. Powieść napisana jest w formie biografii przez nadwornego eunucha Eugeniusza, który jest sługą żony generała, Antoniny. Przedstawia on całe życie wodza, skupiając się na podbojach w północnej Afryce i Włoszech, a także na jego relacjach z Justynianem Wielkim i jego żoną, Teodorą.
Pierwsze polskie wydanie książki ukazało się w 1960 roku nakładem Państwowego Instytutu Wydawniczego; liczyło 624 strony. Wydanie to zostało wznowione w 2004 roku nakładem tego samego wydawnictwa; liczyło 622 strony (ISBN 83-89700-00-X). Oba te wydania przetłumaczył Adam Kaska.
W 1994 roku powieść została wydana także przez wydawnictwo Zysk i S-ka. Autorem przekładu był Adam Kaska, a wydanie liczyło 381 stron (ISBN 978-83-86211-00-5)
Książka została także nagrana na potrzeby Polskiego Związku Niewidomych. Lektorem tego wydania był Mirosław Utta.